# كأس الخليج العربي 2
أقيمت بطولة كأس الخليج الثانية في المملكة العربية السعودية، من تاريخ 15 مارس 1972 إلى 25 مارس 1972 على إستاد الملز في مدينة الرياض، وقد شهدت هذه البطولة أول حالة انسحاب، حيث انسحب منتخب البحرين لكرة القدم في مباراته أمام منتخب السعودية لكرة القدم، فألغيت جميع نتائجه، وقد فاز في هذه البطولة منتخب الكويت لكرة القدم بعد أن تعادل بالنقاط مع منتخب السعودية لكرة القدم، ولكن فارق الأهداف حسم البطولة لمنتخب الكويت لكرة القدم، وقد حصل على لقب هداف البطولة اللاعب السعودي سعيد مذكور الملقب بسعيد غراب بعد أن سجل خمسة أهداف، وحصل على لقب أحسن لاعب في البطولة اللاعب الكويتي فاروق إبراهيم، وحصل على لقب أحسن حارس في البطولة الحارس السعودي أحمد عيد.

## الدول المشاركة
- السعودية (الدولة المستضيفة)
- الكويت (حامل اللقب)
- قطر
- الإمارات العربية المتحدة
- البحرين (انسحب أثناء البطولة)

## الملاعب
| الرياضكأس الخليج العربي 2 (المملكة العربية السعودية) | الرياض        |
| ---------------------------------------------------- | ------------- |
| الرياضكأس الخليج العربي 2 (المملكة العربية السعودية) | ملعب الملز    |
| الرياضكأس الخليج العربي 2 (المملكة العربية السعودية) | السعة: 27,000 |

## مدربو الفرق
- السعودية، طه إسماعيل (مصر)
- الكويت، ليوبيسا بروشتش (يوغسلافيا)
- قطر، محمد حسن خيري (السودان)
- الإمارات العربية المتحدة، محمد صديق شحته (مصر).
- البحرين، إبراهيم الدوي (البحرين)

## المباريات
| الفريق                   | لعب | فاز | تعادل | خسر | له | عليه | ف.أ. | النقاط |
| ------------------------ | --- | --- | ----- | --- | -- | ---- | ---- | ------ |
| الكويت                   | 3   | 2   | 1     | 0   | 14 | 2    | +12  | 5      |
| السعودية                 | 3   | 2   | 1     | 0   | 10 | 2    | +8   | 5      |
| الإمارات العربية المتحدة | 3   | 1   | 0     | 2   | 1  | 11   | –10  | 2      |
| قطر                      | 3   | 0   | 0     | 3   | 0  | 10   | –10  | 0      |
| البحرين                  | 0   | 0   | 0     | 0   | 0  | 0    | 0    | 0      |

1. ↑  انسحب منتخب البحرين من المنافسة وألغيت جميع نتاجئه بعد التخلي عن مباراته ضد منتخب السعودية احتجاجًا على الحكم.

| الكويت               | 2–2 | السعودية                            |
| -------------------- | --- | ----------------------------------- |
| علي الملا جاسم يعقوب |     | محمد المغنم الصاروخ محمد النور موسى |

| الإمارات العربية المتحدة | 1–0 | قطر |
| ------------------------ | --- | --- |
| سهيل سالم                |     |     |

| الكويت        | ألغيت 2–0 | البحرين |
| ------------- | --------- | ------- |
| فاروق إبراهيم |           |         |

| الإمارات العربية المتحدة | 0–4 | السعودية                                                                  |
| ------------------------ | --- | ------------------------------------------------------------------------- |
|                          |     | محمد المغنم الصاروخ سعيد مذكور الغراب سعيد مذكور الغراب سعيد مذكور الغراب |

| البحرين                             | ألغيت 6–2 | قطر                |
| ----------------------------------- | --------- | ------------------ |
| حسن زليخ محمد جكنم حسن علي جاسم حمد |           | مبارك وليد عوض حسن |

| الكويت                                       | 7–0 | الإمارات العربية المتحدة |
| -------------------------------------------- | --- | ------------------------ |
| علي الملا جاسم يعقوب حمد بوحمد صالح عبد الله |     |                          |

| السعودية                                            | 4–0 | قطر |
| --------------------------------------------------- | --- | --- |
| محمد النور موسى سعيد مذكور الغراب سعيد مذكور الغراب |     |     |

| البحرين            | ألغيت 2–0 | الإمارات العربية المتحدة |
| ------------------ | --------- | ------------------------ |
| محمد جكنم جاسم حمد |           |                          |

| الكويت                                                      | 5–0 | قطر |
| ----------------------------------------------------------- | --- | --- |
| عيسى الكعبي (هـ.ذ.) محمد شعيب حمد بوحمد محمد شعيب كريم نصار |     |     |

| السعودية        | ألغيت 2–1 | البحرين |
| --------------- | --------- | ------- |
| سعيد مذكور (ج.) |           | حسن علي |

### النتيجة
| بطل كأس الخليج العربي 2  |
| ------------------------ |
| · الكويت · للمرة الثانية |

## مسجلي الأهداف
خمسة أهداف
- سعيد مذكور

ثلاثة أهداف
- علي الملا
- جاسم يعقوب
- حمد بوحمد

هدفين
- محمد المغنم
- محمد شعيب

هدف واحد
- سهيل سالم
- صالح عبد الله
- كريم نصار

## روابط خارجية
- موقع كأس الخليج الرسمي  نسخة محفوظة 29 ديسمبر 2017 على موقع واي باك مشين.